# Стерлинг, Росс
Росс Шоу Сте́рлинг (англ. Ross Shaw Sterling; 11 февраля 1875, Анауак, Техас — 25 марта 1949, Форт-Уэрт, Техас) — 31-й губернатор Техаса, член Демократической партии.

## Биография
Росс Стерлинг родился в Анауаке, округ Чамберс, штат Техас. Он вырос на ферме, а после получения начального образования стал работать клерком в возрасте двенадцати лет.
В 21 год он начал собственный бизнес — розничную торговлю, а в 1910 году купил две нефтяные скважины, и позднее создал нефтяную компанию Humble Oil, ставшую известную как ExxonMobil. Кроме нефти, Стерлинг занимался строительством железных дорог, недвижимостью и банковским делом, купив несколько банков в небольших городах, а также издавал газету Houston Post. Стерлинг был членом Комиссии хьюстонского порта (англ. Houston Port Commission) и главой транспортного департамента штата Техас при его предшественнике губернаторе Дэне Муди.

### Личная жизнь и смерть
10 октября 1898 года женился на Мод Эбби Гейдж. Росс Стерлинг умер в Форт-Уэрте 25 марта 1949 года и похоронен на кладбище Гленвуд в Хьюстоне. Мод Стерлинг умерла в 1963 году и была похоронена рядом с мужем.
В его честь названы две средние школы в Техасе. Его внучатый племянник Росс Стерлинг стал федеральным судьёй Техаса при президенте Джеральде Форде.